# أدريان كلارك (أستاذة جامعية)
أدريان كلارك (بالإنجليزية: Adrienne Clarke)‏ هي مهندسة وعالمة وراثة وعالمة نبات أسترالية، ولدت في 6 يناير 1938 في ملبورن في أستراليا.